# Clemenceau-Klasse
Die Clemenceau-Klasse war eine französische Schiffsklasse leichter Flugzeugträger des CATOBAR-Typs. Von ihr wurden zwei Schiffe gebaut. Das Typschiff, die Clemenceau, war von 1961 bis 1997 im Dienst und wurde 2009 abgewrackt. Das zweite Schiff, die  Foch, war von 1961 bis 2000 in französischen, dann als São Paulo bis 2018 in brasilianischen Diensten und wurde Anfang 2023 vor der brasilianischen Küste kontrolliert versenkt.
2001 wurde die Charles de Gaulle in Dienst gestellt, Frankreichs neuer Flugzeugträger ersetzt die beiden Schiffe der Clemenceau-Klasse.

## Schiffe
| Schiff     | Werft                                    | Kiellegung        | Stapellauf        | Indienststellung | Verbleib |
| ---------- | ---------------------------------------- | ----------------- | ----------------- | ---------------- | --- |
| Clemenceau | Arsenal de Brest, Brest                  | November 1955     | 21. Dezember 1957 | 2. November 1961 | Abbruch in der Graythorpe-Werft, Hartlepool, 2009. |
| Foch       | Chantiers de l’Atlantique, Saint-Nazaire | 15. November 1957 | 23. Juli 1960     | 15. Juli 1963    | An die brasilianische Marine im November 2000 verkauft. Dort als NAe (= Navio-Aeródromo) São Paulo betrieben. 2018 außer Dienst gestellt und 2023 kontrolliert versenkt. |